# Amphelictus cribripennis
Amphelictus cribripennis är en skalbaggsart som beskrevs av Chemsak och Linsley 1964. Amphelictus cribripennis ingår i släktet Amphelictus och familjen långhorningar. Inga underarter finns listade i Catalogue of Life.